# Відкриття охоти (оповідання)
«Відкриття охоти» — оповідання зі збірки «Мисливські усмішки» Остапа Вишні розповідає про хвилювання та підготовку мисливців перед першим днем полювання на качок.

## Сюжет
Остап Вишня описує, як «відкриття охоти» відбувається двічі на рік: першого серпня на птицю і першого листопада на звіра. Але справжнім святом мисливці вважають саме перше серпневе відкриття, коли після довгої перерви в руках знову з'являється рушниця. Полювання — це не просто спосіб добути їжу, а справжнє спортивне задоволення для прихильників природи.
Мисливці обговорюють, куди поїхати на відкриття полювання. Кожен намагається знайти найкраще місце. Одні кажуть, що біля Борисполя качки плавають «як хмари», інші переконані, що найкраще місце — Носівка, де качки навесні заполонили всі озера, а ще одні радять їхати в Яготин. Усі переконують, що саме їхній вибір — найвдаліший, і, зрештою, вирішити, де краще полювати, стає непросто.
З ким поїхати на полювання теж питання не з простих. Кожен мисливець має свої улюблені місця та історії, якими готовий поділитися з колегами. Іван Петрович розповідає про свого гордона-пса Джека, який стояв у лісі на стійці аж до смерті, а Петро Іванович розповідає про суку Флейту, яка гнала вовка два місяці.
Пилип Федорович ділиться історіями про короткозорого бухгалтера, який полював на качок. Одного разу бухгалтера налякали тим, що на вбитого зайця прикріпили записку «За що ви мене вбили?», а ще одного разу на кота одягнули заячу шкуру, і той після пострілу бухгалтера вискочив на вершечок телеграфного стовпа.
Коли всі питання вирішено, мисливці збираються на озері в очікуванні світанку. Спокій тиші порушує перший постріл, що означає відкриття полювання.